# Jeunesse apatride
Jeunesse apatride est un groupe de punk rock engagé à tendances oi! canadien, originaire de Montréal, au Québec. Certains le considèrent comme du street punk. Il a la particularité de comporter un chant féminin à la fois mélodique mais également plein de hargne, qui colle parfaitement aux revendications des textes. Leurs textes concernent la résistance et la révolte contre l'oppression, la domination et l'exploitation.

## Biographie
Le groupe est formé en 1999 à Montréal, avec Bert et François à la guitare, Caro au chant, et R2D2 à la boite à rythmes. Par la suite, Corinne se joint à eux à la basse. Ils sont encore plus tard rejoints par Max, de Kaptain Moloko et de Moloko+, à la batterie. R2D2 quittera le groupe. Max fera de même et sera remplacé par Hans.
En 2000, ils publient leur premier album indépendant, Pas de compte à rendre à personne. En 2002, Jeunesse apatride publie son deuxième album indépendant au format CD-R, Black Block'n Roll. L'album est réédité deux ans plus tard, en 2004 en Europe, par le label Fire and Flames Music. À la mi-mai 2008, des skinheads d'extrême-gauche et d'extrême-droite s'affrontent pendant un spectacle de Jeunesse apatride au bar Saint-Laurent, dans le Mile-End.
Le vendredi 23 mai 2014, le groupe publie son dernier album, Jusqu'au bout. Ce même jour, ils effectuent leur tout dernier concert aux côtés de Mayday et Action Sédition. L'album est distribué en Europe par le label Mad Butcher Records.

## Discographie

### Autres
- 2006 : Enregistrement spécial de soutien - compilation RueBrique - Dure réalité remix 1 sexsophone